# Ermita de Santa Ana (Onteniente)
La ermita de Santa Ana y Calvario es un bien de interés cultural ubicado en una loma al norte del municipio de Onteniente, en la comarca del Valle de Albaida, de la provincia de Valencia. No tiene número de anotación ministerial, presentando como código: 46.24.184-002.

## Descripción histórico-artística

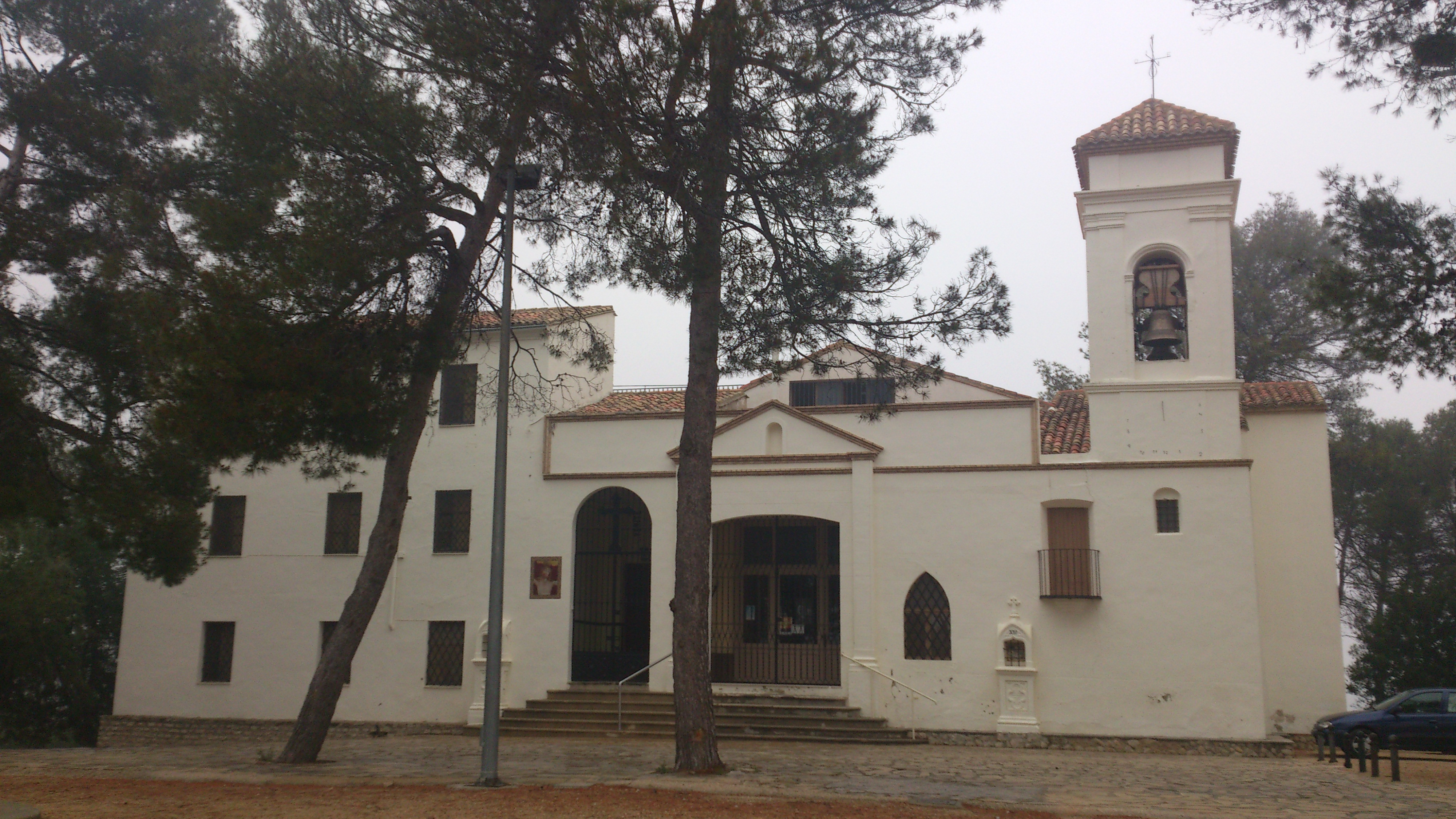

La Ermita de Santa Ana, está situada al norte de la localidad, en lo alto de una colina por la cual sube el camino del calvario (Vía Crucis), que forma parte del conjunto considerado como bien de interés cultural. Aproximadamente en 1416 se edificó una diminuta ermita, sufragada por Doña María Ana Albuixech Olivares, quien era descendiente de uno de los primeros repobladores de Onteniente, tras la reconquista de la villa, en 1245, por el rey Jaime I de Aragón. Más tarde, en 1522, se levantó un nuevo edificio, costeado por un franciscano (religioso del convento de Santo Espíritu del Monte, en Gilet), el Padre Fray Salvador. Ya en pleno siglo XIX, entre los años 1842 y 1845, bajo la dirección del maestro de obras Luis Perlacia, y con la colaboración del vecindario, se levantó el conventillo anejo a la ermita, que fue utilizado como lazareto durante las epidemias coléricas que afectaron a Ontinente durante el siglo XIX. En el año 1849, el santuario pasó a depender de la jurisdicción de la nueva parroquia de San Carlos, y se llevaron a cabo nuevas obras de ampliación, adoptando la iglesia forma de cruz latina, cuya nave central desemboca en un crucero cubierto por una bóveda ciega y rebajada. A la derecha de dicha nave se abre la Capilla de la Comunión (donde se venera la imagen de Santa Ana, con la Virgen Niña hilando), que corresponde a una parte de la primitiva ermita; la otra mitad se halla formando parte del zaguán de la casa de ejercicios contigua (la cual fue construida ya en el siglo XX, ampliando el conventillo que se utilizaba de hospicio). La torre, que posee cuerpo para campanas y presenta un tejado piramidal (con jarrones en las esquinas), también es obra de 1849 (fecha en la además la antigua hornacina donde se veneraba la imagen del crucificado (El Santísimo Cristo de la Agonía, copatrón de Onteniente), fue sustituida por un altar de corte moderno, con un retablo de mosaicos representando figuras de la Pasión). El Vía Crucis era de piedra labrada, pero fue destruido durante la guerra civil española, reemplazándose por otro de estilo neogótico (en el año 1943), obra del Padre Bernardino Cervera.
A la ermita, que tiene una puerta enrejada, se accede por una amplia escalinata, con los dos últimos casalicios del Calvario a ambos lados. En la fachada se distingue un balconcillo semicircular, con barandilla de hierro, que servía de púlpito para las predicaciones en las solemnidades.